# Yunak
Yunak là một huyện thuộc tỉnh Konya, Thổ Nhĩ Kỳ. Huyện có diện tích 2998 km² và dân số thời điểm năm 2007 là 29490 người, mật độ 10 người/km².